# Distracción
Distracción es un término usado para describir una desviación de la atención por parte de un sujeto cuando este debe atender a algo específico. La distracción puede ser un fenómeno absolutamente mecánico, y puede ser causado por una inhabilidad de prestar atención, una falta de interés en el objeto de la atención, un mayor interés o atracción hacia algo diferente al objeto de la atención o bien por trastornos de la atención. De hecho, los índices más sensibles al deterioro de la función ejecutiva son el índice de la capacidad de distracción y el índice de proceso que identifican la memoria de trabajo y la velocidad de trabajo en tareas sencillas. Las distracciones provienen de fuentes externas, como los reconocidos por los estímulos y sentidos físicos, o por fuentes internas, como el pensamiento, emoción, fantasías o urgencias físicas.
Esta palabra fue usada para describir un nuevo apego separado del compromiso principal.
Los pequeños y recurrentes lapsus de atención aumentan el riesgo de que nuestros pensamientos se vean atrapados por componentes ambientales no deseables. Aparecen de forma habitual en sujetos sanos, pero aumenta en diversas patologías, y en especial en los pacientes que padecen un síndrome frontal o una demencia. Las distracciones pueden causar recuerdos débiles y mal codificados causando una falla de la memoria.
La distracción es la característica principal del trastorno de déficit de atención e hiperactividad (TDAH) y también es un rasgo típico en los trastornos del espectro autista.
Una forma de hallar la distracción que nos produce una acción frente a otra es asignando un valor entre 1 y 100 a cada acción de forma que entre las dos acciones sumen 100 (acción 1 + acción 2= 100) el valor con mayor valor absoluto es el que más nos interesa  